# Kanton Besançon-Sud
Der Kanton Besançon-Sud war bis 2015 ein französischer Wahlkreis im Département Doubs und in der damaligen Region Franche-Comté. Er umfasste einen Teilbereich der Stadt Besançon und zehn weitere Gemeinden im Arrondissement Besançon; sein Hauptort (frz.: chef-lieu) war Besançon. Die landesweiten Änderungen in der Zusammensetzung der Kantone brachten im März 2015 seine Auflösung. Vertreter im conseil général des Départements war zuletzt von 2001 bis 2015 Yves-Michel Dahoui.

## Gemeinden
- Arguel
- Besançon (Teilbereich)
- Beure
- Fontain
- Gennes
- La Chevillotte
- La Vèze
- Le Gratteris
- Mamirolle
- Montfaucon
- Morre
- Saône